# Metaphycus asterolecanii
Metaphycus asterolecanii är en stekelart som först beskrevs av Mercet 1923.  Metaphycus asterolecanii ingår i släktet Metaphycus och familjen sköldlussteklar. Inga underarter finns listade i Catalogue of Life.